# Разинское шоссе
Ра́зинское шоссе́ — трасса районного значения на востоке Московской области в городе Балашиха, связывает микрорайоны Салтыковка и Балашиха-1.

## Описание
Начинается от Железнодорожной улицы (мкр. Салтыковка), которая тянется вдоль железнодорожных путей Горьковского направления Московской железной дороги. Является продолжением шоссе Ильича, которое уходит на юг от железной дороги и примыкает к Носовихинскому шоссе.
Пересекает железную дорогу на регулируемом переезде около платформы «Салтыковская». Сразу за железнодорожным переездом с левой стороны к шоссе примыкает Пионерская улица, а рядом находится деревянный храм Почаевской иконы Пресвятой Богородицы, построенный 5 августа 2006 года и освящённый 11 сентября того же года. В настоящее время рядом с временным деревянным храмом ведётся строительство каменного храма.
Дальше с левой стороны к шоссе примыкает Гражданская улица, на которой находится ЗАО «Балашихинская электросеть». С другой стороны Гражданской улицы в 2-этажном здании разместилась кондитерская компания «Господарь». Рядом, по адресу Разинское шоссе, дом 5 расположен универмаг «Салтыковский».
С правой стороны Разинского шоссе находится большая площадь, большую часть которой занимает Салтыковский вещевой рынок, который работает только по выходным и праздничным дням. В остальные дни торговля осуществляется с многочисленных лотков, в палатках и магазинчиках, расположенных на площади. Здесь же находится конечная остановка общественного транспорта «ст. Салтыковская».
Далее Разинское шоссе пересекает улицу Рудневой, затем с левой стороны к нему примыкает Ковровская улица, а с правой — Красноармейская улица. На пересечении с Верхней улицей действует регулируемый перекрёсток, рядом с которым с левой стороны находится средняя школа № 17, около которой расположена остановка «Школа № 17», а чуть дальше — детский сад № 25 «Кораблик».
С правой стороны к шоссе под острым углом подходит Аптекарский переулок, здесь же под прямым углом идёт Новосалтыковская улица. Затем Разинское шоссе пересекает Нижнюю улицу (здесь находится одноимённая остановка общественного транспорта), спускается вниз и перед Васильевским прудом с правой стороны в шоссе вливается Овражная улица, а с левой стороны — 4-й Цветочный переулок. Затем шоссе пересекает небольшой ручей, протекающий через Васильевский пруд и впадающий в Пехорку, за которым к шоссе с левой стороны примыкает Профсоюзная улица, а с правой — улица Чехова. Чуть дальше слева подходит улица Радио, на пересечении с которой находится остановка «ул. Радио». Затем шоссе поднимается вверх, с левой стороны располагается территория филиала Института государственного управления, права и инновационных технологий.
С правой стороны к Разинскому шоссе примыкают улица Чернышевского и улица Добролюбова, а затем шоссе пересекает Лесной проезд, сразу за которым находится регулируемый перекрёсток, на котором от Разинского шоссе отходит Вишняковское шоссе, ведущее к платформе «Никольское». На перекрёстке находится остановка «Вишняковский поворот». За перекрёстком к Разинскому шоссе слева примыкает улица Калинина.
Затем шоссе спускается вниз, пересекает речку Горенка около Вишняковского пруда, снова поднимается вверх. Здесь с левой стороны разместились корпуса пансионата «Вишняки», напротив которого располагается остановка «Санаторий». Затем шоссе проходит по территории Кучинского лесопарка, и в микрорайоне Балашиха-1 переходит в улицу Разина. На пересечении Разинского шоссе, улицы Разина и улицы Евстафьева находится автобусная остановка «Военкомат».

## Транспорт
По Разинскому шоссе проходит пять маршрутов общественного транспорта, три из которых следуют от конечной остановки «ст. Салтыковка»
- № 4 — платформа «Салтыковская» — Поле Чудес (маршрутное такси)
- № 5 — платформа «Салтыковская» — Балашиха-3 (автобус и маршрутное такси)
- № 6 — платформа «Салтыковская» — Балашиха-2 (маршрутное такси)

Ещё два маршрута следуют по Разинскому шоссе от Вишняковского шоссе до улицы Разина
- № 9 — платформа «Никольское» — Щелковское шоссе (маршрутное такси)
- № 22 — платформа «Никольское» — Балашиха-3 (автобус и маршрутное такси)

## Жилищное строительство
Вокруг Разинского шоссе в Салтыковке исторически сложилась малоэтажная застройка, которая начала формироваться ещё в XIX века с открытием железной дороги Москва — Нижний Новгород, занятая в основном деревянными домами. Начиная с 90-х годов прошлого века вдоль шоссе стали возводиться двух-трёхэтажные современные коттеджи.
На въезде в Балашиху-1 в микрорайоне Первомайский с правой стороны от Разинского шоссе и следующей за ним улицы Разина на месте сносимых двухэтажных домов послевоенной постройки в течение последних десяти лет ведётся строительство многоэтажных монолитно-кирпичных и панельных домов.